# Perlesta teaysia
Perlesta teaysia är en bäcksländeart som beskrevs av Kirchner och Boris C. Kondratieff 1997. Perlesta teaysia ingår i släktet Perlesta och familjen jättebäcksländor. Inga underarter finns listade i Catalogue of Life.